# Gūg Qāsh
Gūg Qāsh (persiska: گوگقاش, گوگ قاش, Gūgqāsh) är en ort i Iran.   Den ligger i provinsen Kurdistan, i den nordvästra delen av landet, 300 km väster om huvudstaden Teheran. Gūg Qāsh ligger 1 744 meter över havet och antalet invånare är 103.
Terrängen runt Gūg Qāsh är kuperad västerut, men österut är den platt. Runt Gūg Qāsh är det ganska glesbefolkat, med 39 invånare per kvadratkilometer. Närmaste större samhälle är Qāzān Qarah, 5,9 km sydost om Gūg Qāsh. Trakten runt Gūg Qāsh består i huvudsak av gräsmarker.